# Diversidad sexual en Zimbabue
Las personas lesbianas, gays, bisexuales y transgénero (LGBT) en Zimbabue enfrentan desafíos legales que no experimentan los residentes no LGBT. Desde 1995, el Gobierno de Zimbabue ha llevado a cabo campañas contra los derechos LGBT. La sodomía se clasifica como conducta sexual ilícita y se define en el Código Penal como una relación sexual anal o cualquier "acto indecente" entre adultos con consentimiento.
Zimbabue contrasta marcadamente con la vecina Sudáfrica, así como con Mozambique, que recientemente han promulgado protecciones LGBT. El matrimonio entre personas del mismo sexo está prohibido por la Constitución de Zimbabue, y las personas LGBT no disfrutan de protección legal contra la discriminación, la violencia y el acoso. Los miembros de la comunidad LGBT están muy marginados tanto en el ámbito legal como en el social. Como resultado, muchos optan por permanecer en el armario, suicidarse o emigrar, siendo Sudáfrica un destino popular debido a sus leyes favorables a los homosexuales. Sin embargo, desde la destitución forzada de Robert Mugabe de la presidencia en noviembre de 2017, los activistas LGBT han expresado su esperanza de que se respeten sus derechos humanos.
Según una encuesta de 2018, el 50 % de los hombres homosexuales en Zimbabue habían sido agredidos físicamente y el 64 % habían sido repudiados por sus familias. El 27% de las lesbianas también reportaron repudio.
La homosexualidad, las relaciones entre personas del mismo sexo y el travestismo solían ser aceptados y comunes en Zimbabue antes de la colonización y las políticas gubernamentales antiblancas posteriores a la independencia, lo que a su vez ha difundido la creencia errónea de que la homosexualidad no es africana o es un fenómeno occidental traído al país. La actividad homosexual ha sido documentada entre el pueblo San, el pueblo Khoikhoi, el pueblo Ndebele y el pueblo Shona.

## Historia
Se sabe que el pueblo san, que ha vivido en el sur de África durante miles de años, participa en actividades homosexuales. Una famosa pintura rupestre san, ubicada cerca de Guruve, representa a tres hombres practicando sexo anal. Se estima que la pintura data aproximadamente del 8000 a. C., aunque algunas estimaciones afirman que la pintura tiene unos 2000 años. En el siglo XVIII, el pueblo khoikhoi reconoció los términos koetsire, que se refiere a un hombre sexualmente receptivo a otro hombre, y soregus, que se refiere a la masturbación mutua, generalmente entre amigos. También ocurrieron relaciones sexuales anales y relaciones sexuales entre mujeres, aunque más raramente. En estas sociedades, la homosexualidad no se consideraba una antítesis de la heterosexualidad; de hecho, había una libertad generalizada para moverse entre los dos y participar en actividades sexuales tanto con hombres como con mujeres. También se sabe que los pueblos bantúes se involucraron en actividades sexuales entre personas del mismo sexo. Antes de la batalla, los hombres ndebele tenían sexo entre ellos, típicamente sexo intercrural. Los hombres afeminados de la sociedad ndebele solían convertirse en curanderos y líderes espirituales. Entre los pueblos shona y ndebele, la actividad sexual entre personas del mismo sexo se consideraba históricamente como una forma de rearme espiritual (es decir, como una fuente de energía fresca para sus territorios).
Según Marc Epprecht, la homosexualidad creció entre los hombres africanos durante la era colonial. A pesar de que fue controvertido, los arreglos de pederastia comenzaron a aparecer en ciertas ciudades y campos de trabajo ya en 1907. Los hombres jóvenes (llamados ngotshana en shona, también conocido como esposa-niño en inglés) normalmente se vestían como mujeres, actuaban tareas asociadas con las mujeres, como cocinar y buscar agua y leña, y tienen relaciones sexuales intercrurales con sus maridos mayores. Además, no se les permitía dejarse crecer la barba ni eyacular. Al llegar a la edad adulta, la relación se disolvería y el niño-esposa podría tomar su propio ngotshana si así lo deseaba. Estos matrimonios a veces se denominan "matrimonios de minas", ya que eran comunes entre los mineros. Epprecht estima que alrededor del 70% al 80% de los mineros de Zimbabue tenían una ngotshana.
Otras relaciones masculinas homosexuales durante los primeros tiempos coloniales incluyeron aventuras amorosas, prostitución, violación y brutalidad sexual. Marc Epprecht declaró que muchos zimbabuenses creían que la homosexualidad no era africana, causada por una enfermedad introducida por los colonos blancos de Europa. La revisión de Epprecht de 250 casos judiciales de 1892 a 1923 encontró casos desde el comienzo de los registros. Los cinco casos de 1892 involucraron a negros africanos. Una defensa ofrecida fue que la "sodomía" era parte de la "costumbre" local. En un caso, se citó a un jefe para que testificara sobre las penas habituales e informó que la pena era una multa de una vaca, que era menos que la pena por adulterio. Durante todo el período, Epprecht encontró el equilibrio de acusados blancos y negros proporcional al de la población. Señaló, sin embargo, solo lo que llamó la atención de los tribunales: la mayoría de las relaciones consensuadas en privado no necesariamente provocaron atención. Algunos casos fueron presentados por parejas que habían sido abandonadas o que no habían recibido la compensación prometida por su expareja sexual. Y aunque la norma era que el hombre más joven se acostara boca arriba y no mostrara ningún placer, y mucho menos esperar ninguna reciprocidad sexual, Epprecht encontró un caso en el que un par de hombres negros habían interrumpido su relación sexual por miedo al embarazo, pero uno quería para volver a turnarse para penetrarse.
Al escribir en el siglo XIX sobre el área del actual suroeste de Zimbabue, David Livingstone afirmó que la monopolización de las mujeres por parte de los jefes ancianos era esencialmente responsable de la "inmoralidad" practicada por los hombres más jóvenes. Edwin W. Smith y A. Murray Dale mencionaron a un hombre que hablaba ila que se vestía de mujer, hacía trabajos de mujer, vivía y dormía entre mujeres, pero no con ellas. El Ila etiquetó a tales individuos como mwaami, traducido como "profeta". También mencionaron que la pederastia no era rara, "pero se consideraba peligrosa por el riesgo de que el niño quedara embarazado".

### Régimen de Mugabe
El presidente de Zimbabue, Robert Mugabe, que gobernó entre 1980 y 2017, discriminó activamente a las personas LGBT y se pronunció en público contra la homosexualidad. Mugabe recibió críticas en todo el mundo por los comentarios que hizo el 1 de agosto de 1995 después de encontrarse con un puesto instalado por la organización Gays and Lesbians of Zimbabwe (GALZ) en la Feria Internacional del Libro de Harare celebrada de forma anual, fundada en 1990 para facilitar la comunicación dentro de la comunidad LGBT, y que antes no había recibido mucha atención por parte del Gobierno.
Los comentarios de Mugabe después de ver el puesto en la feria del libro fueron:

Encuentro extremadamente escandaloso y repugnante para mi conciencia humana que organizaciones tan inmorales y repulsivas, como las de los homosexuales, que ofenden tanto la ley de la naturaleza como las normas culturales propugnadas por nuestra sociedad, tengan defensores entre nosotros y en otras partes del mundo.
Robert Mugabe

Dos semanas después, durante las celebraciones anuales de la independencia de Zimbabue, Mugabe proclamó:

Degrada la dignidad humana. No es natural, y nunca se trata de permitir que estas personas se comporten peor que los perros y los cerdos. Si los perros y los cerdos no lo hacen, ¿por qué deben hacerlo los seres humanos? Tenemos nuestra propia cultura y debemos volver a dedicarnos a nuestros valores tradicionales que nos hacen seres humanos. ... Lo que se nos está persuadiendo para que aceptemos es el comportamiento de los subanimales y nunca lo permitiremos aquí. ¡Si ves personas que se hacen pasar por lesbianas y gays, arréstalos y entrégalos a la policía!
Robert Mugabe

Desde entonces, el presidente Mugabe aumentó la represión política de los homosexuales bajo las leyes de sodomía de Zimbabue. Mugabe culpó a los homosexuales de muchos de los problemas de Zimbabue y considera que la homosexualidad es una cultura "no africana" e inmoral traída por los colonos y practicada solo por "unos pocos blancos" en su país. Durante las celebraciones de su 82 cumpleaños, Mugabe les dijo a sus seguidores que "dejen que los blancos hagan eso". Mugabe instruyó a los periodistas, la mayoría de los cuales trabajan para instituciones estatales, a informar desfavorablemente sobre las relaciones homosexuales. Algunos críticos creían que Mugabe estaba utilizando a los homosexuales como chivo expiatorio para desviar la atención de los principales problemas económicos de Zimbabue.
GALZ ha sido objeto de infiltración por parte de espías del gobierno e intentos de extorsión por parte de extraños y conocidos casuales. Las personas LGBT han sido repetidamente sobornadas, detenidas, asesinadas, golpeadas y, en ocasiones, violadas por las autoridades. Según los informes, la Organización Central de Inteligencia ha sido utilizada para golpear y arrestar a homosexuales.
En 1999, activistas británicos por los derechos de los homosexuales, encabezados por Peter Tatchell, intentaron un arresto ciudadano de Mugabe por el delito de tortura. En 2001, Tatchell volvió a intentar arrestar al presidente en Bruselas, pero los guardias de seguridad de Mugabe lo golpearon hasta dejarlo inconsciente.
Mugabe también comparó a gays y lesbianas como "peores que cerdos y perros". En 2015, se presentó ante la Asamblea General de las Naciones Unidas y declaró que "nosotros [los zimbabuenses] no somos homosexuales". Mugabe finalmente fue derrocado como presidente en noviembre de 2017.

### Gobierno de Mnangagwa
Después de la destitución forzada de Robert Mugabe de la presidencia en noviembre de 2017, Emmerson Mnangagwa fue declarado presidente de Zimbabue. Hay esperanzas de que Mnangagwa revierta la persecución de las personas LGBT de Zimbabue durante décadas, dirigida por el virulentamente homofóbico expresidente Mugabe.
En enero de 2018, Mnangagwa habló sobre el tema de los derechos LGBT por primera vez y dijo: "Aquellas personas que lo quieren [el matrimonio entre personas del mismo sexo] son las personas que deberían abogar por él, pero no es mi deber hacer campaña por esto". En junio, la Unión Nacional Africana de Zimbabue - Frente Patriótico (ZANU-PF), el partido político gobernante, se reunió con activistas LGBT para discutir la situación de los derechos LGBT en Zimbabue y "mejorar la vida de las personas LGBT a través del gobierno local". Chester Samba, director de GALZ, dijo: "Como reunión inicial, fue genial que respondieran positivamente y algo sorprendente, ya que esto marcó una desviación del liderazgo anterior que no se comprometió con nosotros. La voluntad de comprometerse es, de hecho, un cambio importante".
En julio, el Ministerio de Salud adoptó nuevos manuales de capacitación para que los utilicen los profesionales de la salud cuando traten con homosexuales y trabajadores sexuales. Los manuales dicen: "El programa es para educar y equipar a los proveedores de atención médica en Zimbabue con el conocimiento y las habilidades que les permitan brindar servicios de salud que respalden y atiendan adecuadamente las necesidades de atención médica únicas de los trabajadores sexuales, hombres que tienen sexo con hombres, personas transgénero y personas que no se ajustan al género y personas que se inyectan y usan drogas. El hecho de que el trabajo sexual, el uso de drogas y algunos actos sexuales se consideren ilegales en Zimbabue puede crear una variedad de situaciones que afectan negativamente a los miembros de las poblaciones clave más que a las poblaciones en general. Esto socava la prevención del VIH para toda la nación al afectar el acceso de estas personas a la atención médica". Ese mismo mes, se anunció que se abrirían cinco nuevos centros de salud en Harare, Bulawayo, Gweru, Mutare y Kwekwe para atender las necesidades de salud de los hombres homosexuales y bisexuales.
Las elecciones de julio de 2018 fueron bien recibidas por activistas LGBT, quienes las calificaron como una "victoria histórica": "Fuimos testigos de una reducción en el discurso de odio homofóbico y una reducción en la politización de las personas LGBT como herramientas de campaña".

## Legislación sobre actividad sexual entre personas del mismo sexo
Las prohibiciones del derecho consuetudinario incluyen la sodomía, definida como las "relaciones sexuales ilícitas e intencionales por vía anal entre dos hombres humanos", así como los delitos antinaturales, definidos como la comisión ilícita e intencional de un acto sexual antinatural por parte de una persona con otra persona. La Sección 11 de la Ley de Control de Censura y Espectáculos, que establece que ninguna persona podrá importar, imprimir, publicar, distribuir o tener para la venta ninguna publicación que sea indeseable (definida como "indecente u obscena, ofensiva o dañina para la moral pública o probablemente sea contrario a la salud pública") se ha utilizado para hostigar a personas y activistas LGBT.
En 1996, el expresidente Canaan Sodindo Banana fue arrestado con base en las acusaciones formuladas durante el juicio por asesinato de su exguardaespaldas, Jefta Dube, y declarado culpable de once cargos de sodomía, intento de sodomía y atentado al pudor en 1998. Fue condenado a 10 años de prisión y cumplió 6 meses en una prisión abierta.
Las leyes aprobadas en 2006 criminalizaron cualquier acción percibida como homosexual. El gobierno de Zimbabue ha tipificado como delito penal que dos personas del mismo sexo se tomen de la mano, se abracen o se besen. La ley de "desviación sexual" fue una de las 15 adiciones al Código Penal de Zimbabue aprobadas silenciosamente en el Parlamento. Las secciones que involucran a gays y lesbianas son parte de una revisión de las leyes de sodomía del país. Antes de eso, las leyes contra la sodomía se limitaban a la actividad sexual, y la ley revisada ahora establece que la sodomía es cualquier "acto que implique el contacto entre dos hombres que una persona razonable consideraría un acto indecente".

## Reconocimiento de las relaciones entre personas del mismo sexo
Zimbabue no reconoce el matrimonio entre personas del mismo sexo ni las uniones civiles. En 2013 se enmendó la Constitución de Zimbabue para definir el matrimonio entre un hombre y una mujer.
En mayo de 2019, el gabinete de Mnangagwa aprobó enmiendas a la ley de matrimonio de Zimbabue, que prohibirían tanto los matrimonios infantiles como los matrimonios entre personas del mismo sexo, alineándolos con la Constitución.

## Condiciones de vida
La homosexualidad es un gran tabú en el país socialmente conservador y la postura antigay de Mugabe resuena en muchos zimbabuenses. Los gays y lesbianas en Zimbabue están amenazados por la violencia y los intentos de suicidio son comunes entre la comunidad gay. Sin embargo, algunos clubes nocturnos en áreas urbanas como Harare y Bulawayo son tolerantes con los clientes homosexuales. Se sabe que la prostitución gay se solicita en algunos clubes de Harare.
En septiembre de 2018, un maestro del St. John's College en Harare se declaró homosexual ante sus alumnos, supuestamente entre vítores, luego de informes de un clima homofóbico para los estudiantes homosexuales. Posteriormente, la escuela afirmó su compromiso de brindar un entorno seguro y afectuoso para "todas las personas, independientemente de su raza, creencias religiosas, género, orientación sexual, habilidades o discapacidades o cualquier otra diferencia real o percibida". El maestro renunció a la semana siguiente debido a las amenazas de muerte de los padres.

### Intento de asilo de 2002
En 1998, William Kimumwe, un hombre gay que enfrentaba cargos por sodomía, huyó de Zimbabue hacia Kenia. En 2002 llegó a Estados Unidos en busca de asilo, que le fue denegado por un juez de inmigración. En 2005, la Corte de Apelaciones del Octavo Circuito de los Estados Unidos en el estado de Misuri confirmó la decisión del juez de inmigración. Una mayoría de dos jueces creía que las experiencias de Kimumwe en Zimbabue eran el resultado de sus acciones, no de su orientación sexual, señalando que Kimumwe no estaba siendo perseguido por ser homosexual, sino por ser un delincuente, ya que la homosexualidad era ilegal y, por lo tanto, no tenía derecho a asilo.

### Líderes religiosos
El obispo anglicano de Harare, Peter Hatendi, fue un opositor vocal de los derechos de los homosexuales mientras era líder de la Iglesia en las décadas de 1980 y 1990, argumentando que la homosexualidad es un pecado y que los homosexuales no célibes nunca podrían ser aceptados en la iglesia.
Su sucesor como obispo, Nolbert Kunonga, acusó al arzobispo de Canterbury Rowan Williams de "herejía" y sugirió que "venía a cabildear a favor de la homosexualidad".

### VIH/sida
El VIH/sida ha plagado a la población de Zimbabue; el país tiene una de las tasas de prevalencia más altas del mundo, ya que aproximadamente el 13,50% de los adultos de 15 a 49 años han sido infectados con el virus. Además, muchos no pueden pagar o no tienen acceso a medicamentos antirretrovirales, comúnmente conocidos como ARV. En la actualidad, GALZ es uno de los pocos grupos de presión en Zimbabue con un plan activo de tratamiento del sida. La asociación tiene la intención de que todos sus miembros registrados se hagan la prueba del VIH. También distribuye carteles que advierten a la gente sobre las formas en que los homosexuales son vulnerables al sida. UNICEF también ha estado trabajando para frenar el alcance de las transmisiones del VIH de madres a hijos, específicamente entre las niñas. En 2016, el 98 % de los recién nacidos expuestos al VIH recibieron ARV para prevenir la transmisión del VIH de madre a hijo, frente al 78 % del año anterior. Unicef espera que sus esfuerzos conduzcan a la erradicación de la transmisión maternoinfantil del VIH para 2021.

### Grupos de activismo y defensa

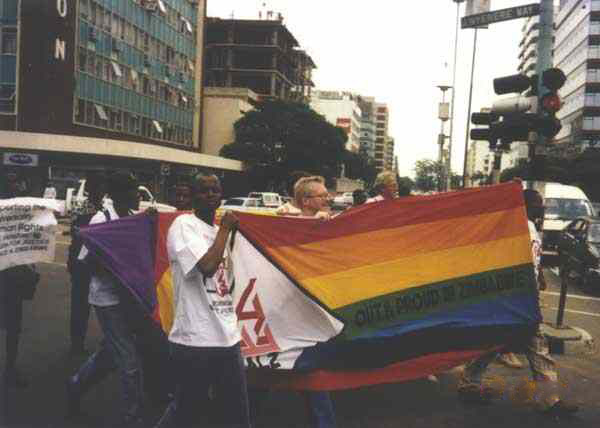
Gays and Lesbians of Zimbabwe marchando en Harare en 1998.

Gays and Lesbians of Zimbabwe (GALZ) es un destacado grupo de derechos LGBT que se formó en 1990. Después de que Zimbabue obtuviera la independencia el 18 de abril de 1980, había una floreciente escena gay en las zonas urbanas. Muchos creían que se debería establecer un grupo con objetivos más serios para la comunidad LGBT, y las reuniones comenzaron a realizarse a fines de la década de 1980, y GALZ se estableció oficialmente en septiembre de 1990. Uno de los objetivos principales de GALZ es ayudar a las personas con VIH/sida. Inicialmente separado de la causa de la comunidad de VIH/sida de Zimbabue, GALZ es ahora uno de los mayores defensores de los derechos de los afectados y su salud.
Rikki Nathanson creó Trans Research, Education, Advocacy & Training (TREAT) en 2015. En 2014, fue arrestada por usar un baño de mujeres bajo el cargo de molestia criminal. Después de que se desestimó el cargo, Nathanson demandó por daños y perjuicios y ganó su caso.